# Uwe Bredow
Uwe Bredow (* 22. August 1961 in Leipzig) ist ein ehemaliger deutscher Fußballspieler. Seine gesamte Karriere verbrachte er beim 1. FC Lokomotive Leipzig und dessen Nachfolgeverein VfB Leipzig. 1986 und 1987 gewann er mit dem 1. FC Lok den DDR-Fußballpokal. Bredow ist mehrfacher DDR-Junioren- und Nachwuchsnationalspieler.

## Sportliche Laufbahn

### Club- und Vereinsstationen
Bereits mit acht Jahre kam Uwe Bredow zur Jugend des 1. FC Lok. In der Saison 1981/82 hatte er seine ersten fünf Einsätze in der DDR-Oberliga. In den folgenden Spielzeiten wurde er zum Stammspieler der Leipziger. Bis zur Einstellung der DDR-Oberliga 1991 wurde Bredow in 195 von insgesamt 260 ausgetragenen Oberligaspielen eingesetzt und erzielte 12 Tore. 1986 und 1987 wurde er mit dem 1. FC Lok FDGB-Fußballpokal-Sieger. In beiden Endspielen stand er als rechter Mittelfeldspieler auf dem Platz.
Der größte internationale Erfolg gelang ihm, als er mit dem 1. FC Lok das Finale des Europapokals der Pokalsieger 1987 erreichte. Bei der 0:1-Niederlage gegen Ajax Amsterdam war Bredow als zentraler Mittelfeldspieler aufgeboten worden. Für das Erreichen des Endspiels hatte er mit seinem Tor zum 1:0-Auswärtssieg im Rückspiel des Halbfinales gegen Girondins Bordeaux gesorgt. Insgesamt bestritt Bredow zwischen 1983 und 1988 27 Europapokalspiele.
Auch nach der Umbenennung des 1. FC Lok 1991 in den VfB Leipzig blieb Bredow bei dem neuen Verein. Mit dem VfB spielte er zunächst in der 2. Bundesliga, 1993 gelang ihm mit dem VfB der Aufstieg in die Fußball-Bundesliga. Dort brachte er es 1993/94 auf insgesamt 18 Einsätze und erzielte ein Tor. Nach Ende der Saison beendete Bredow seine Laufbahn Profispieler. Insgesamt bestritt er für Lok und dessen Nachfolger 281 Punktspiele und erzielte dabei 13 Tore.

### Auswahleinsätze
Als Juniorenspieler bestritt er von 1979 und 1980 elf Länderspiele mit der DDR-Juniorennationalmannschaft. Beim letzten UEFA-Juniorenturnier, 1980 in der DDR ausgetragen, gehörte er zum Kader der ostdeutschen U-18. Die Elf scheitert vor eigenem Publikum bereits in der Vorrunde.
Zwischen September 1981 und Februar 1984 wurde er in zwölf Länderspielen der DDR-Nachwuchsnationalmannschaft eingesetzt. Das DDR-Team schafft im Rahmen der U-21-EM 1984 nicht den Sprung ins Viertelfinale.
Außerdem absolvierte der Leipziger zehn Spiele mit der DDR-Olympiaauswahl. Fünf davon, alle 1987, fanden im Rahmen der Qualifikation für das olympische Fußballturnier 1988 in Seoul statt.

## Weiterer Werdegang
Als Freizeitfußballer spielte Bredow 1995/96 beim SV Blau-Weiß Günthersdorf. Er gründete einen Fanshop, der hauptsächlich Devotionalien des 1. FC Lok/VfB verkaufte.

## Erfolge als Spieler
- FDGB-Pokalsieger: 1986, 1987
- DDR-Vizemeister: 1986, 1988
- Finalist im Europapokal der Pokalsieger: 1987
- Aufstieg in die Fußball-Bundesliga: 1993